# Oxyrhabdium
Oxyrhabdium — рід змій родини Cyclocoridae. Представники цього роду є ендеміками Філіппін.

## Види
Рід Oxyrhabdium нараховує 2 види:
- Oxyrhabdium leporinum (Günther, 1858)
- Oxyrhabdium modestum (Duméril, 1853)

## Етимологія
Наукова назва роду Oxyrhabdium походить від сполучення слів дав.-гр. οξυς — гострий, шпичастий і ῥαβδιον — галузка.